# Чербаев, Виктор Иванович
Виктор Иванович Чербаев (21 апреля 1930, Одесса — 20 октября 2015, Одесса) — токарь Одесского завода тяжелого краностроения имени Январского восстания. Герой Социалистического Труда (1971).

## Биография
Родился в 1930 году в Одессе в семье военнослужащего, который после демобилизации работал на заводе имени Январского восстания.
С 1938 года учился в школе № 18 Одессы. В 1941 году остался без отца, погибшего при исполнении служебных обязанностей в Бессарабии, куда был направлен после её присоединения к Советскому Союзу. В 1941—1944 годах — проживал в оккупированной Одессе.
После получения 4-х классов образования, в 1944 году, поступил в ремесленное училище № 2. Во время учёбы участвовал в восстановлении города и завода.
В 1946 году, получив специальность токаря, начал работать на заводе имени Январского восстания.
В 1950 году был призван в армию. Окончил полковую школу, получил звание младшего сержанта. Служил в Белорусском военном округе в Гродно, проходил службу в батарее 57-мм противотанковых пушек.
После увольнения в запас в 1953 году вернулся на завод, возглавил бригаду токарей из 12 человек, работающую в две смены на шести станках на единый наряд. Бригадой было освоено производство кранов грузоподъемностью 25, 40, 65 и 100 тонн.
Одновременно обучался в вечерней школе, которую окончил в 1959 году. В то же время был капитаном заводской футбольной команды.
В 1971 году за большие заслуги в развитии строительного, дорожного и коммунального машиностроения Чербаеву Виктору Ивановичу присвоено звание Героя Социалистического труда.
В ходе Х пятилетки бригада токарей В. И. Черабева обеспечила повышение производительности труда на 12,5 % сверх плана, производя ежемесячно восемь гидроцилиндров сверх плана. За два года Х пятилетки было сэкономлено материалов, электроэнергии на 2900 рублей.
Избирался кандидатом в члены ЦК Компартии Украины (1975—1981), делегатом XXV и XXVI съездов Компартии Украины, XIX Всесоюзной партийной конференции, депутатом Одесского городского совета, членом профкома завода.
Решением сессии Одесского городского совета от 6 апреля 1984 года за выдающийся трудовой вклад в выполнение производственных заданий и в связи с 40-летием освобождения Одессы от фашистских захватчиков Чербаеву Виктору Ивановичу присвоено звание Почетный гражданин города-героя Одессы.
Работал на заводе до выхода на пенсию. Жил в Одессе. Умер 20 октября 2015 года.

## Сочинения
Чербаев В. И. Мы с Январки: Рассказ бригадира бригады токарей ордена Трудового Красного знамени завода тяжелого краностроения им. Январского восстания; (Литературная запись М. А. Рубина). — Одесса: Маяк, 1978. — 87 с.: ил.

## Награды
- Звание Героя Социалистического Труда (1971)
- Ордена Ленина (1971), «Знак Почёта» (1966),
- Медали, в том числе серебряная медаль ВДНХ (1982).
- Почётный гражданин города-героя Одессы (1984), лучший токарь Министерства.